# Marco Romano (schermidore)
Marco Romano (Napoli, 6 maggio 1953) è un ex schermidore italiano, specializzato nella sciabola. Ha vinto una medaglia d'argento nella scherma ai Giochi olimpici.
Inoltre Marco Romano è professore ordinario di Gastroenterologia presso l'Università della Campania, dopo esser stato ricercatore e visiting professor in università americane.
Nel 2013 viene eletto consigliere direttivo della Società Italiana di Gastroenterologia nel National  Societies Forum  della United European Gastroenterology.

## Palmareès

### Altri risultati
Mondiali giovani
Individuale
- Argento nella sciabola a Buenos Aires 1973

A squadre